# Shahab-1
Il missile balistico Shahab-1 (in persiano: شهاب-۱) iraniano è probabilmente una derivazione del Ro Nong Nordcoreano, e ha una gittata di circa 1000–1600 km, con testata He o di altro genere da 760-1.000 kg su sistemi di lancio mobili. Non è noto il numero di esemplari in servizio.
È stato usato dagli anni 90 ai primi anni del 2000 contro i campi dei Mojahedin del Popolo Iraniano in Iraq.